# Stanislav Slatinek
Stanislav Slatinek, slovenski rimskokatoliški duhovnik, teolog, pravnik in pedagog, * 1958, Celje.

## Življenje in delo
Rodil se je 17. avgusta 1958 v Celju. Od sedemnajstega leta dalje je bil gojenec cerkvenih internatov. Kaplan je bil v Brestanici od 1983 do 1987, nato je študiral v Rimu. Na Kongregaciji za zakramente je opravil specializacijo v pravni sodni praksi. Leta 1990 je končal magisterij (Immaturità psichica come causa di nullità matrimoniale) pri prof. dr. F. Joseju Castanu in leta 1992 doktoriral (La formazione del clero dai testi sinodali della diocesi di Maribor sotto il vescovo Michael Napotnik al Codex Iuris Canonici del 1983) pri prof. dr. Domingu-Javierju Andresu Gutierrezu, CMF, oboje na papeški lateranski univerzi.
Od leta 1994 je vključen v pedagoški proces na Teološki fakulteti Univerze v Ljubljani. Istega leta je sprejel službo na cerkvenem sodišču v Mariboru in leta 2013 postal njegov predsednik (oficial). Od leta 1996 je član mednarodnega društva Vocatio, od leta 2006 pa sodeluje v The European Society of Catholic Theology (ESCT).
Leta 2005 je izšla njegova prva knjiga Zakon, ki ga ni bilo; leta 2006 Pereča pravna vprašanja; 2010 monografija Kazniva dejanja in kazni. Sankcije v Cerkvi in leta 2014 monografija Izgubljeni prstan. V zadnjem času je napisal knjigo Sprava (2017) ter monografijo Velikodušna ljubezen. Pot do zakonske sreče (2018).
Je redni predavatelj na Teološki fakulteti Univerze v Ljubljani, prodekan za študijske zadeve, vodja Katedre za cerkveno pravo in predstojnik Inštituta za kanonskopravne vede.

## Nazivi
- izredni profesor (2017)
- docent (2001)
- asistent (1998)